# Mieczyk Chrobrego

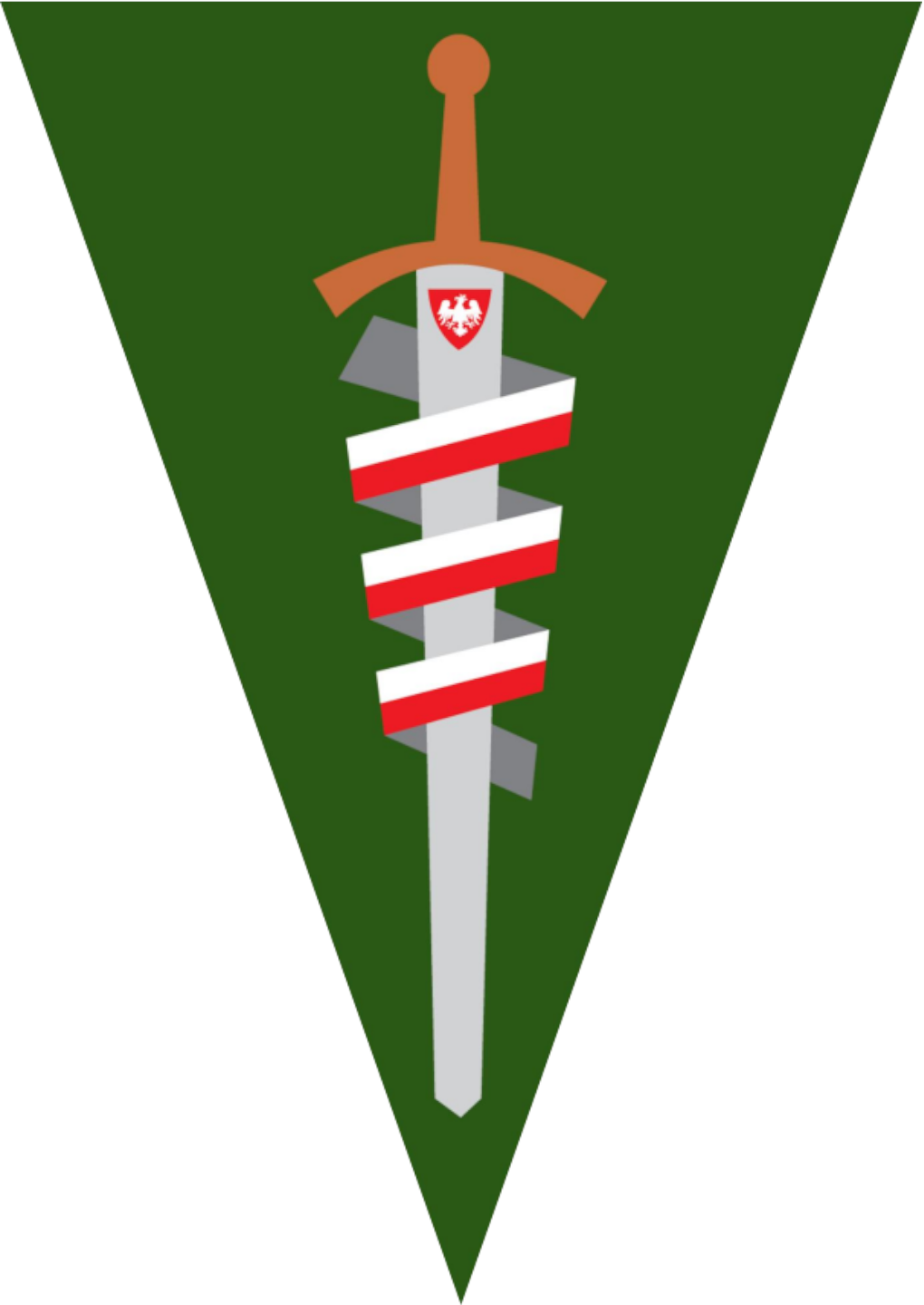
Flaga z symbolem Mieczyka Chrobrego

Mieczyk Chrobrego (także Szczerbiec, Szczerbiec Chrobrego) – symbol, używany przez polskich narodowców, przedstawiający Szczerbiec, miecz koronacyjny królów polskich, owinięty wstęgą w polskich barwach narodowych. 

## Historia symbolu
Symbol ten został użyty po raz pierwszy w okresie międzywojennym, jako symbol Obozu Wielkiej Polski (OWP), ponadpartyjnej organizacji politycznej Obozu Narodowego założonej w 1926 roku przez Romana Dmowskiego. Później był wykorzystywany przez Stronnictwo Narodowe (SN), Obóz Narodowo-Radykalny (ONR; tuż po powstaniu organizacji nowi członkowie byli dekorowani Mieczykiem Chrobrego) i od 1930 roku przez Związek Akademicki Młodzież Wszechpolska. Broszki poszczególnych tych organizacji różniły się umieszczonym na szarfie skrótem nazwy organizacji. Po delegalizacji w 1933 roku przez władze sanacyjne Obozu Wielkiej Polski, zaczęto karać w trybie karno-administracyjnym członków obozu narodowego za noszenie w klapach marynarek „mieczyków Chrobrego”. W 1938 Sąd Najwyższy stwierdził, że Mieczyk Chrobrego jest odznaką, o której mówi dekret o odznakach i mundurach i nie traci tego charakteru, jeśli nie nosi inicjałów „S.N.” i „O.W.P.”. W czasie okupacji używany przez Narodowe Siły Zbrojne (NSZ).
Współcześnie wykorzystywany przez część organizacji odwołujących się do przedwojennych tradycji nacjonalistycznych, w tym część posłów Ligi Polskich Rodzin (LPR), przez Młodzież Wszechpolską (MW), współczesny Obóz Narodowo-Radykalny (ONR) oraz Ruch Narodowy (RN). Symbol ten został zakazany przed UEFA Euro 2008 przez organizację Football Against Racism in Europe, wraz z symbolem Falangi i Toporła.

## Galeria

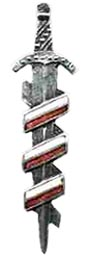
Przypinka w kształcie Mieczyka Chrobrego.
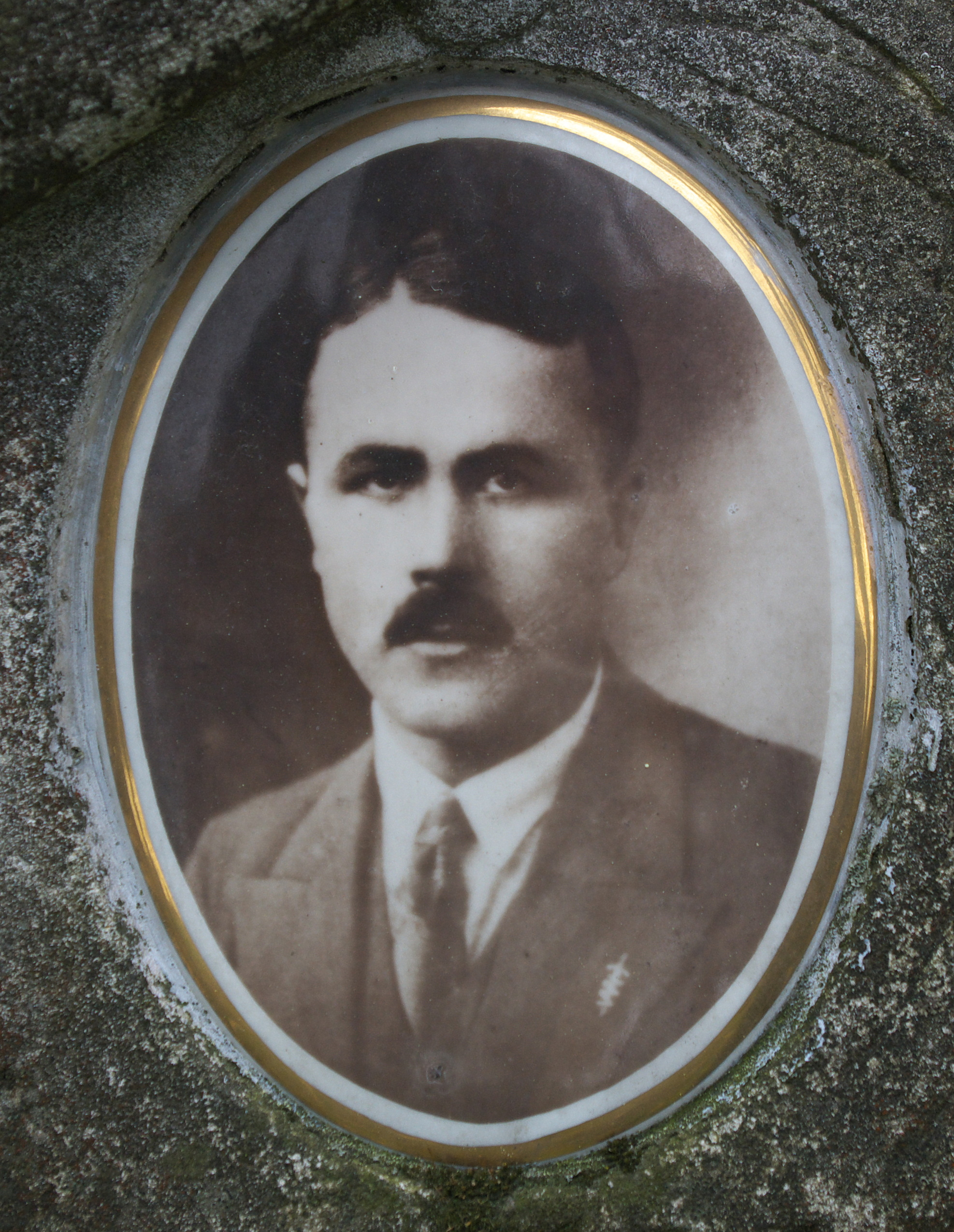
Działacz narodowy Jan Chudzik, zamordowany w 1933 roku, z Mieczykiem Chrobrego w klapie marynarki.
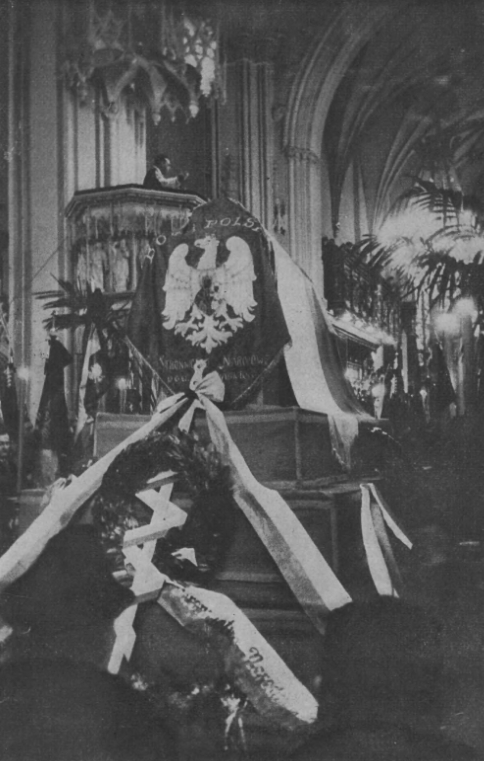
Mieczyk Chrobrego ułożony pod trumną z ciałem Romana Dmowskiego podczas jego pogrzebu w Warszawie 7 stycznia 1939 roku.
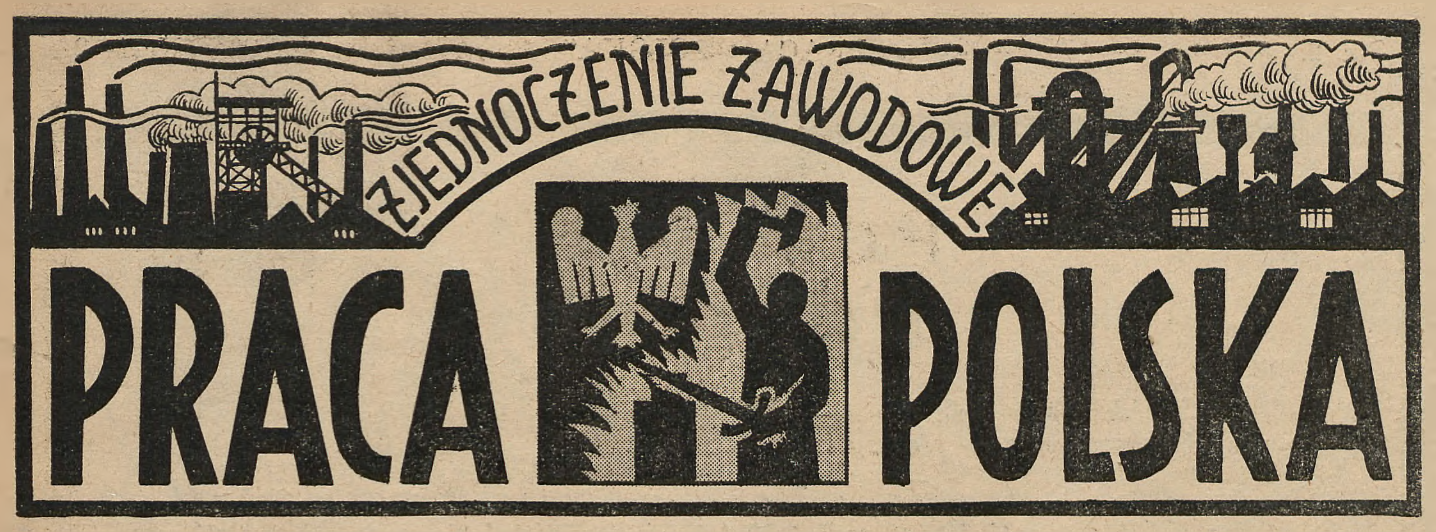
Logo endeckiego Zjednoczenia Zawodowego „Praca Polska”. W środku widoczny kowal wykuwający Mieczyk Chrobrego.
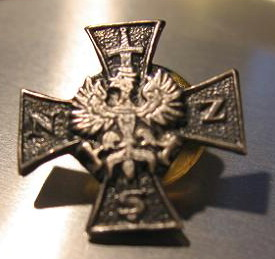
Wpinka Narodowych Sił Zbrojnych (NSZ), przedstawiająca krzyż równoramienny, w jego pionowych ramionach mieści się mieczyk Chrobrego.
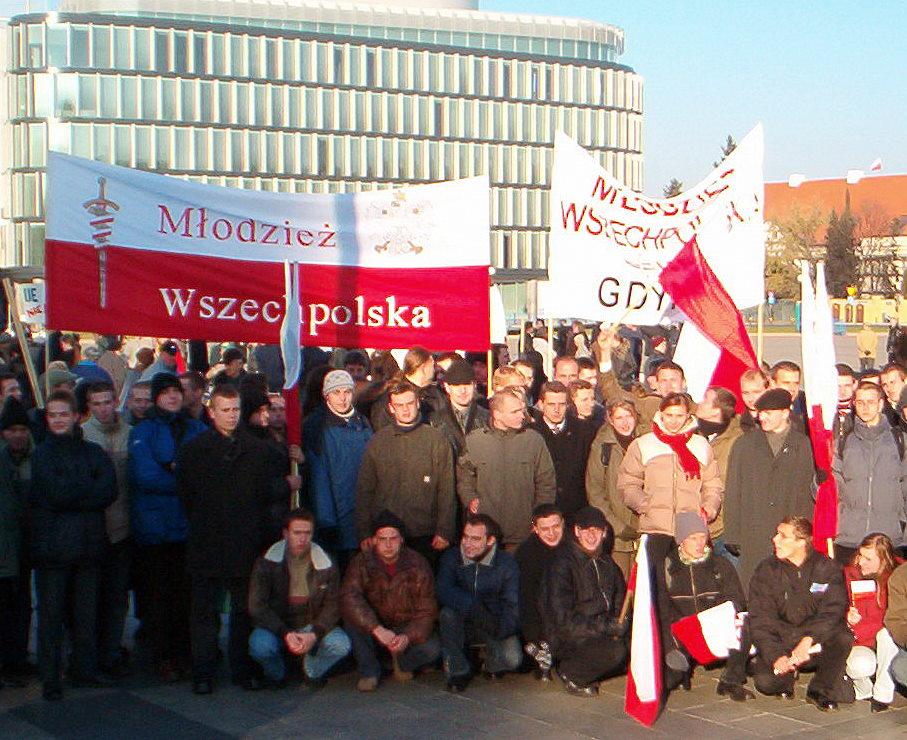
Członkowie Młodzieży Wszechpolskiej z transparentem, na którym widnieje mieczyk Chrobrego.
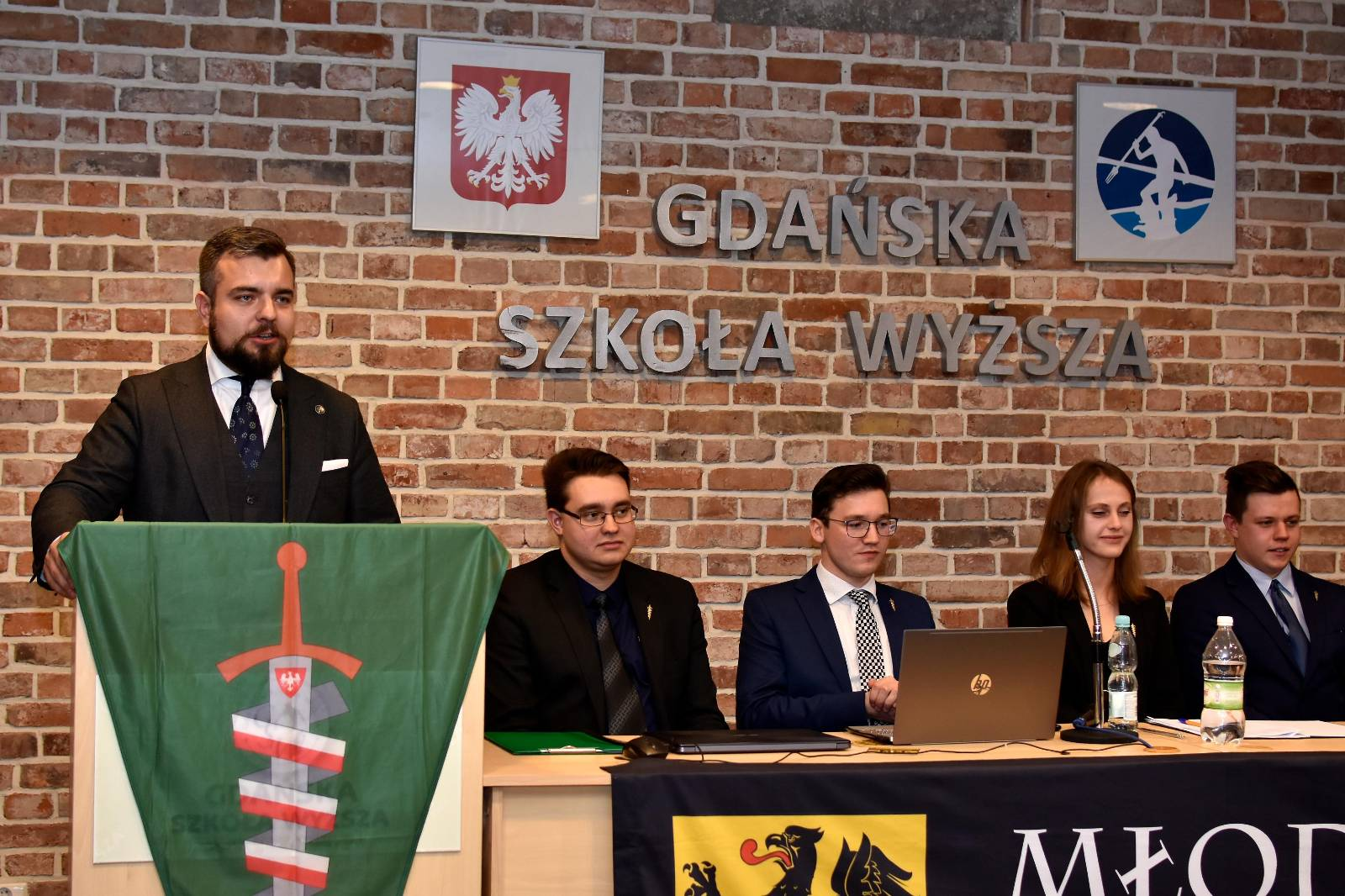
Poseł Michał Urbaniak oraz Zarząd Okręgu Pomorskiego podczas Zjazdu Okręgu Pomorskiego Młodzieży Wszechpolskiej w 2021 roku